# Julija Rycikawa
Julija Siarhiejeuna Rycikawa, z domu Durejka (biał. Юлія Сяргееўна Ры́цікава, z domu Дурэ́йка; ur. 8 września 1986 w Smorgoniach) – białoruska koszykarka grająca na pozycjach rzucającej oraz niskiej skrzydłowej, posiadająca także rosyjskie obywatelstwo, obecnie zawodniczka Horizontu Mińsk.
5 lipca 2017 została zawodniczką InvestInTheWest AZS AJP Gorzów Wielkopolski.

## Osiągnięcia
Stan na 2 października 2019, na podstawie, o ile nie zaznaczono inaczej.
Drużynowe
- Mistrzyni:
  - EuroCup (2012)
  - Białorusi (2011, 2016)
- Wicemistrzyni:
  - Polski (2010, 2019[5])
  - Białorusi (2015, 2017)
- Zdobywczyni pucharu Białorusi (2016)
- Finalistka pucharu Białorusi (2011, 2017)

Indywidualne
(* – oznacza nagrody przyznane przez portal eurobasket.com)
- MVP:
  - ligi białoruskiej (2017)*
  - finałów ligi białoruskiej (2016)*
- Skrzydłowa roku ligi białoruskiej (2017)*
- Uczestniczka meczu gwiazd ligi białoruskiej (2015)
- Zaliczona do:
  - I składu ligi białoruskiej (2016, 2017)*
  - II składu ligi bałtyckiej (2017)*
  - składu honorable mention ligi białoruskiej (2009, 2015)*

Reprezentacja
- Mistrzyni Europy U–20 dywizji B (2006)
- Uczestniczka:
  - igrzysk olimpijskich (2016 – 9. miejsce)
  - mistrzostw:
    - świata (2010 – 10. miejsce)
    - Europy:
      - 2009 – 4. miejsce, 2011 – 9. miejsce, 2015 – 4. miejsce, 2017 – 15. miejsce
      - dywizji B (2005)
      - U–18 (2004 – 10. miejsce)